# Lazar Ercker ze Schreckenfelsu

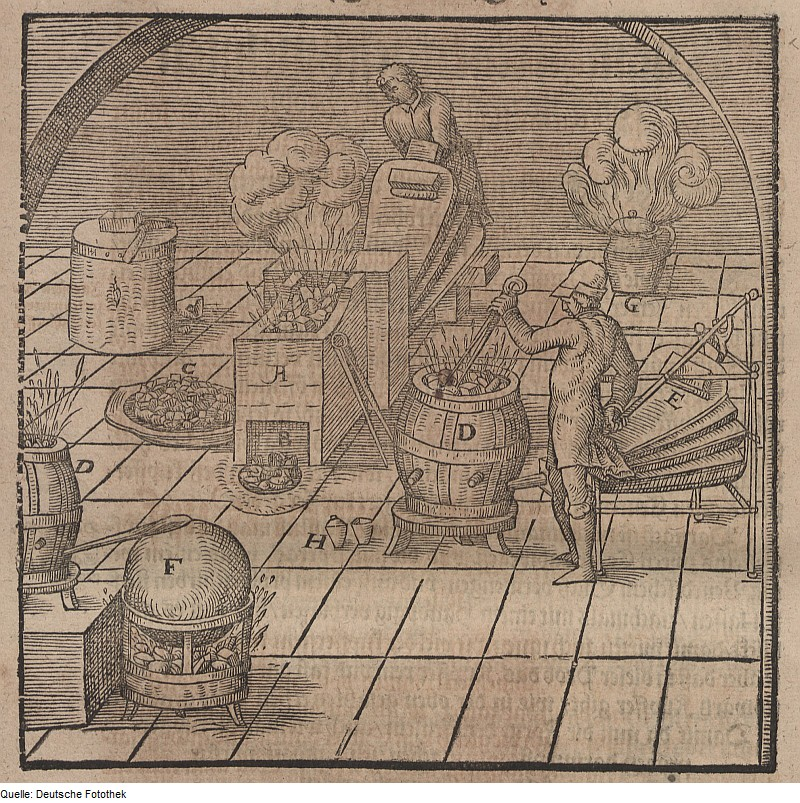
Ilustrace z Erckerovy knihy o prubířství

Lazar Ercker ze Schreckenfelsu (též Lazarus Erker, či Ecker) (1528/1530? Annaberg – 6. ledna 1594 Praha?) byl nejvyšší hormistr království Českého, pražský mincmistr, chemik a montánní specialista, odborník na hornictví a hutnictví.

## Život
Narodil se v Annaberku na saské straně Krušných hor, v rodině báňského podnikatele Asmuse Erckera († 1547) a jeho první manželky Anny. V dětství byl obklopen důlními provozy. V letech 1547-48 vystudoval matematiku a přírodní vědy na univerzitě ve Wittenberku, později pravděpodobně i v Itálii. Studijní zaměření a rodinná tradice usměrnily jeho další profesní uplatnění. Zpočátku působil v rodném Sasku, nejprve byl vardejnem a od roku 1555 prubířem mincovny při kurfiřtském dvoře v Drážďanech). Zde měl za úkol analyzovat rudy z důlních revírů Annaberg, Freiberg a Schneeberg. V roce 1558 odjel s doporučením saského kurfiřta Augusta přes Tyrolsko do Goslaru a v tamní hornické a hutní oblasti působil. V Brunšviku roku 1563 představil pozdějšímu vévodovi Juliovi svou knihu o mincovnictví a napsal o své činnosti podrobnou zprávu Vom Rammelsberge, v níž kombinuje historické údaje a technické poznatky. Téhož roku ovdověl. Roku 1564 se vrátil do Drážďan a podruhé se oženil, a to se Zuzanou Thielovou. Roku 1566 v Drážďanech chtěl kurfiřtovi demonstrovat své poznatky zkušební tavbou, která zásahem závistivých báňských konkurentů nedopadla dobře a Ercker přišel o dvorský post. Roku 1567 nebo 1568 proto přesídlil do Čech. Prvním působištěm se mu stalo město Jáchymov, kde žil s manželkou Zuzanou a syny Hansem a Joachimem, žil tam také jeho švagr Paul Uthmann. Odtud přesídlil do Kutné Hory a dále do Prahy.
Vyčerpání bohatších rudných ložisek a přechod na těžbu polymetalických rud s nižšími obsahy stříbra jej již v Sasku přivedly k rozhodnutí věnovat se problému zvýšení vytěžitelnosti rud i v teoretické rovině. Právě pro tyto své znalosti byl povolán i do služeb českého krále a v březnu 1568 byl ustanoven kontrolním prubířem v Kutné Hoře. V roce 1570 byl přijat do České komory, tehdy ústředního českého hospodářského úřadu, k řešení naléhavých úkolů báňské a mincovní správy. Císař Maxmilián II. jej potřeboval především jako účetního k pozvednutí finančního hospodářství. Během této služby napsal roku 1574 své stěžejní dílo Knihu o prubířství. Císař Rudolf II. ihned po svém nástupu na trůn Erckerovo teoretické i praktické působení plně podpořil. V roce 1577 Ercker stanul na pomyslné špici tuzemské báňské hierarchie, když se stal nejvyšším hormistrem Českého království. Pokoušel se prosadit důležité reformy v oblasti báňského podnikání, technologie těžby a zpracování rud i sociálního zabezpečení horníků, ne vždy s úspěchem. V roce 1583 získal též úřad pražského mincmistra a v roce 1590 se dokonce uvažovalo o jeho jmenování nejvyšším mincmistrem, tedy jedné z nejdůležitějších funkcí ve správě státu. V roce 1586 jej Rudolf II. povýšil do šlechtického stavu a udělil mu erb - štít lomenicí dělený na tři pole - v pravém poli dvojitá lilie, v levém pětilistá růže a ve spodním poli mincovní štoček nad nímž jsou dvě kuličky postavené jako držadlo. Počátkem 90. let 16. století byl Lazar Ercker na vrcholu sil. Na přelomu let 1593-1594 onemocněl a 6. ledna 1594 zemřel. Pro České království pracoval necelých 26 let. Úřad pražského mincmistra dále od 7. ledna 1594 až do 20. září 1600 vedla vdova Zuzana Erckerová ze Schreckenfelsu, v mincovnictví pracovali také oba synové Hans a Joachim.

## Dílo
Poznatky o zpracování kovů si Lazar Ercker pečlivě zaznamenával. Postupně napsal několik knih o prubířství (analýze rud), z nichž nejznámější je německy psaná Kniha o prubířství z roku 1573, o rok později byla vydána v Praze tiskem. Toto Erckerovo dílo se dočkalo 15 reedicí ve čtyřech jazycích a až do 18. století sloužilo jako receptář i jako učebnice na evropských hornických učilištích a báňských akademiích. Většina Erckerových podrobných cestovních zpráv, které psal svým německým zaměstnavatelům a mecenášům, zůstává dosud v rukopise.
Význam Lazara Erckera pro české hornictví, kovohutnictví a mincovnictví byl nemalý. Jeho kniha o prubířství z roku 1574 spolu s pojednáním Georgia Agricoly o hornictví a hutnictví z roku 1556 přispěly k formování báňských věd, jimž právě v této době byly kladeny základy. Kromě vědního přínosu se Ercker snažil pomocí ekonomických, organizační i technických opatření brzdit útlumové tendence v báňské činnosti, která v té době procházela první fází dlouhodobé krize, způsobené především dosažením technického maxima své doby.